# Ronde van Spanje 2024/Dertiende etappe
De dertiende etappe van de Ronde van Spanje 2024 werd op 30 augustus verreden van Lugo naar Puerto de Ancares. Het was een heuvelrit over 176 kilometer.
Michael Woods heeft voor de derde keer in zijn carrière een rit gewonnen in de Ronde van Spanje. De 37-jarige Canadees van Israel-Premier Tech was op de steile slotklim de sterkste van de vluchters. Wout Van Aert die vijfde werd op 2'56" van de Woods, sprokkelde onderweg voldoende punten voor het bergklassement waardoor hij naast de puntentrui, ook de bolletjestrui in zijn bezit heeft. De tweede in de stand Primož Roglič die als zestiende over de streep kwam op 10'54" van de winnaar, heeft dan weer bijna twee minuten teruggenomen van leider Ben O'Connor die nog 1'21" voorsprong behoud op de Sloveen.

## Uitslag
| Lugo – Puerto de Ancares (176 km) |                  |                           |          |
| Plaats                            | Naam             | Ploeg                     | Tijd     |
| Winnaar                           | Michael Woods    | Israel-Premier Tech       | 4u19'51" |
| 2                                 | Mauro Schmid     | Team Jayco AlUla          | + 45"    |
| 3                                 | Marc Soler       | UAE Team Emirates         | + 1'11"  |
| 4                                 | Sam Oomen        | Lidl-Trek                 | + 1'25"  |
| 5                                 | Wout van Aert    | Visma \| Lease a Bike     | + 2'56"  |
| 6                                 | Gijs Leemreize   | Team dsm-firmenich PostNL | + 3'33"  |
| 7                                 | José Félix Parra | Equipo Kern Pharma        | + 5'19"  |
| 8                                 | Mikel Bizkarra   | Euskaltel-Euskadi         | + 5'38"  |
| 9                                 | Luca Vergallito  | Alpecin-Deceuninck        | + 5'59"  |
| 10                                | Mathis Le Berre  | Arkéa-B&B Hotels          | + 6'15"  |

| Algemeen klassement |                   |                            |           |
| Plaats              | Naam              | Ploeg                      | Tijd      |
| Rode trui           | Ben O'Connor      | Decathlon AG2R La Mondiale | 52u10'15" |
| 2                   | Primož Roglič     | Red Bull-BORA-hansgrohe    | + 1'21"   |
| 3                   | Enric Mas         | Movistar                   | + 3'01"   |
| 4                   | Richard Carapaz   | EF Education-EasyPost      | + 3'13"   |
| 5                   | Mikel Landa       | Soudal Quick-Step          | + 3'20"   |
| 6                   | Carlos Rodríguez  | INEOS Grenadiers           | + 4'12"   |
| 7                   | Florian Lipowitz  | Red Bull-BORA-hansgrohe    | + 4'29"   |
| 8                   | Felix Gall        | Decathlon AG2R La Mondiale | + 4'42"   |
| 9                   | David Gaudu       | Groupama-FDJ               | + 4'44"   |
| 10                  | Adam Yates        | UAE Team Emirates          | + 5'17"   |
|                     |                   |                            |           |
| 27                  | Steven Kruijswijk | Visma \| Lease a Bike      | + 38'18"  |
| 43                  | Mauri Vansevenant | Soudal Quick-Step          | + 56'40"  |

## Nevenklassementen
| Puntenklassement |                 |                           |        |
| Plaats           | Naam            | Ploeg                     | Punten |
| Groene trui      | Wout van Aert   | Visma \| Lease a Bike     | 274    |
| 2                | Kaden Groves    | Alpecin-Deceuninck        | 162    |
| 3                | Pavel Bittner   | Team dsm-firmenich PostNL | 81     |
| 4                | Harold Tejada   | Astana Qazaqstan Team     | 80     |
| 5                | Pablo Castrillo | Equipo Kern Pharma        | 73     |
|                  |                 |                           |        |
| 33               | Gijs Leemreize  | Team dsm-firmenich PostNL | 35     |

| Bergklassement        |                |                           |        |
| Plaats                | Naam           | Ploeg                     | Punten |
| Bolletjestrui (blauw) | Wout van Aert  | Visma \| Lease a Bike     | 36     |
| 2                     | Marc Soler     | UAE Team Emirates         | 23     |
| 3                     | Jay Vine       | UAE Team Emirates         | 23     |
| 4                     | Adam Yates     | UAE Team Emirates         | 22     |
| 5                     | Primož Roglič  | Red Bull-BORA-hansgrohe   | 18     |
|                       |                |                           |        |
| 25                    | Gijs Leemreize | Team dsm-firmenich PostNL | 4      |

| Jongerenklassement |                    |                           |            |
| Plaats             | Naam               | Ploeg                     | Tijd       |
| Witte trui         | Carlos Rodríguez   | INEOS Grenadiers          | 52u14'27"  |
| 2                  | Florian Lipowitz   | Red Bull-BORA-hansgrohe   | + 17"      |
| 3                  | Mattias Skjelmose  | Lidl-Trek                 | + 1'12"    |
| 4                  | Matthew Riccitello | Israel-Premier Tech       | + 36'04"   |
| 5                  | Isaac del Toro     | UAE Team Emirates         | + 47'48"   |
|                    |                    |                           |            |
| 6                  | Mauri Vansevenant  | Soudal Quick-Step         | + 52'28"   |
| 12                 | Gijs Leemreize     | Team dsm-firmenich PostNL | + 1u12'20" |

| Ploegenklassement |                            |             |
| Plaats            | Ploeg                      | Tijd        |
|                   | UAE Team Emirates          | 156u09'13"  |
| 2                 | Red Bull-BORA-hansgrohe    | + 38'29"    |
| 3                 | Decathlon AG2R La Mondiale | + 48'39"    |
| 4                 | Visma \| Lease a Bike      | + 1u03'11"  |
| 5                 | Israel-Premier Tech        | + 1u03'32'" |

## Uitvallers
- Welay Hagos Berhe ( Team Jayco AlUla): niet gestart door ziekte
- Jonathan Lastra (Cofidis): niet gestart
- Michel Ries (Arkéa-B&B Hotels): opgave

1e etappe ·
2e etappe ·
3e etappe ·
4e etappe ·
5e etappe ·
6e etappe ·
7e etappe ·
8e etappe ·
9e etappe ·
10e etappe ·
11e etappe ·
12e etappe ·
13e etappe ·
14e etappe ·
15e etappe ·
16e etappe ·
17e etappe ·
18e etappe ·
19e etappe ·
20e etappe ·
21e etappe
Startlijst · Eindstanden · Afbeeldingen